# باب ویل
باب ویل (انگلیسی: Bob Will; ۲۰ آوریل ۱۹۲۵ – ۱۴ اکتبر ۲۰۱۹) قایقران روئینگ اهل ایالات متحده آمریکا بود.
وی در مسابقات کشوری و بین‌المللی در مجموع برندهٔ ۱ مدال طلا شده‌است.